# Суаи, Алекси
Алекси Суаи (фр. Alexis Souahy; род. 13 января 1995, Монтрёй) — коморский футболист, защитник американского клуба «Талса» и сборной Комор.

## Биография

### Клубная карьера
Родился во Франции в семье выходцев с Коморских островов. Воспитанник клуба «Гавр». В сезоне 2013/14 сыграл один матч за фарм-клуб «Гавра» в пятой лиге. В 2014 году Суаи переезжает в Соединённые Штаты Америки, где выступает за студенческие команды и любительский клуб «Мичиган Бакс». Затем вышел на профессиональный уровень и с 2018 по 2021 год был игроком клуба Чемпионшипа ЮСЛ «Луисвилл Сити», с которым стал чемпионом лиги в 2018 году. В сезоне 2022 выступал в той же лиге за «Нью-Мексико Юнайтед», а перед началом сезона 2023 перешёл в клуб Лиги один ЮСЛ «Юнион Омаха». В конце 2023 года на правах свободного агента подписал контракт с новообразованным клубом Лиги один ЮСЛ «Спокан Велосити», но 1 февраля 2024 года был продан за нераскрытую сумму клубу Чемпионшипа ЮСЛ «Талса».

### Карьера в сборной
Дебютировал за сборную Комор 31 декабря 2021 года в товарищеском матче против Малави (1:2), в котором вышел на замену на 57-й минуте. Попал в официальную заявку Комор для участия в Кубке африканских наций 2021, но непосредственного участия в матчах не принимал.

## Достижения
Командные
«Луисвилл Сити»
- Победитель Чемпионшипа ЮСЛ: 2018

Личные
- Член первой символической сборной Лиги один ЮСЛ: 2023[10][11]